# Suore misericordine di San Gerardo
La congregazione delle Suore Misericordine di San Gerardo è un istituto religioso femminile di diritto pontificio.

## Storia
La congregazione venne fondata a Monza il 25 marzo del 1891 dal sacerdote italiano Luigi Talamoni (1848-1926) con l'assistenza di Maria Biffi Levati (1835-1905). Talamoni e la Biffi attendevano già da tempo alla cura a domicilio dei malati poveri, aiutati in tale attività da Rosa Gerson e da Stella Dell'Orto: per estendere l'opera a un maggior numero di bisognosi, il sacerdote chiese alle Piccole Sorelle dei Poveri di Milano di aprire una casa anche nella città brianzola, ma queste dovettero declinare l'invito.
Talamoni diede quindi vita a una nuova comunità, intitolata alla Madonna della Misericordia di Savona, a cui il sacerdote portava una spiccata devozione, e a san Gerardo, compatrono di Monza. Le prime suore della congregazione furono la Dell'Orto e la Gerson, che ne fu anche la prima superiora generale: la Biffi, che pure è considerata cofondatrice dell'istituto, non abbracciò la vita religiosa ma sostenne e finanziò l'opera sin dagli inizi.
Fu l'arcivescovo di Milano, Andrea Carlo Ferrari, ad attribuire alle suore il nome di "misericordine" (1895), che poi venne adottato dalle religiose come denominazione ufficiale: il presule consigliò loro anche di allargare la sfera di attività all'insegnamento e alla cura degli orfani. Approvate dalla diocesi il 18 marzo del 1902, le Misericordine ottennero il riconoscimento ecclesiastico di istituzione di diritto pontificio con il decreto di lode del 15 febbraio 1942 e vennero approvate definitivamente dalla Santa Sede il 10 maggio del 1948.
Il fondatore è stata beatificato da papa Giovanni Paolo II il 21 marzo 2004.

## Attività e diffusione
Le suore Misericordine si dedicano particolarmente alla cura dei malati e all'assistenza agli anziani, soprattutto in cliniche e case di riposo gestite dalla congregazione, ma anche ad attività di animazione liturgica e catechesi per giovani e adulti nelle parrocchie e all'insegnamento nelle scuole materne.
Sono presenti soprattutto in Lombardia e, con piccole comunità, in Calabria, Lazio, in Svizzera e in Togo dal 2008. La casa madre e sede generalizia è a Monza.
Al 31 dicembre 2005, la congregazione contava 90 religiose in 15 case.